# Cicely Tyson
Cicely Tyson (Nova York, 19 de desembre de 1924 - 28 de gener de 2021) fou una actriu estatunidenca.

## Biografia
Va néixer i créixer a Harlem, filla de Frederica, una criada, i William Tyson, fuster i pintor. Els seus pares eren immigrants de Nevis a les Antilles. El seu pare va arribar a Nova York als 21 anys a Ellis Island el 4 d'agost de 1919.
És descoberta per un fotògraf per l'Ebony i es converteix en model de moda popular. El seu primer paper surt el 1956.
Va ser la companya de Milles Davis el 1967, fins al començament dels anys 1980. L'àlbum Star People (1982) li és dedicat. El seu perfil figura al llibret de l'àlbum Sorcerer (1967).
El 1974, apareix en la sèrie The Autobiography of Miss Jane Pittman, on interpreta el paper principal.

## Filmografia
Filmografia:
- 1957: Carib Gold

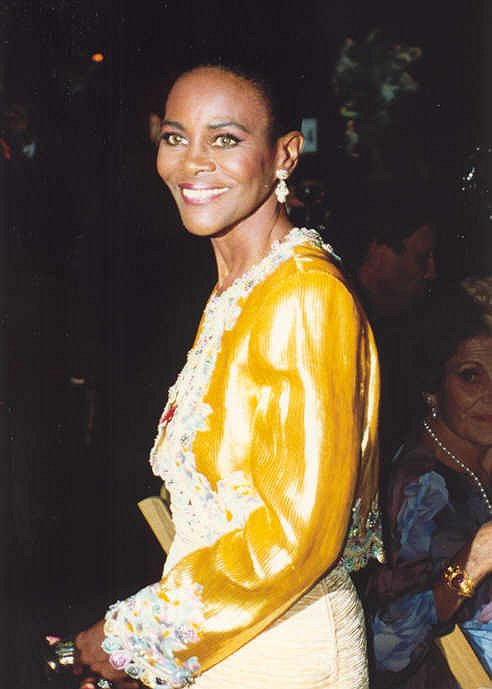
Cicely Tyson en els Premi Emmy 1992

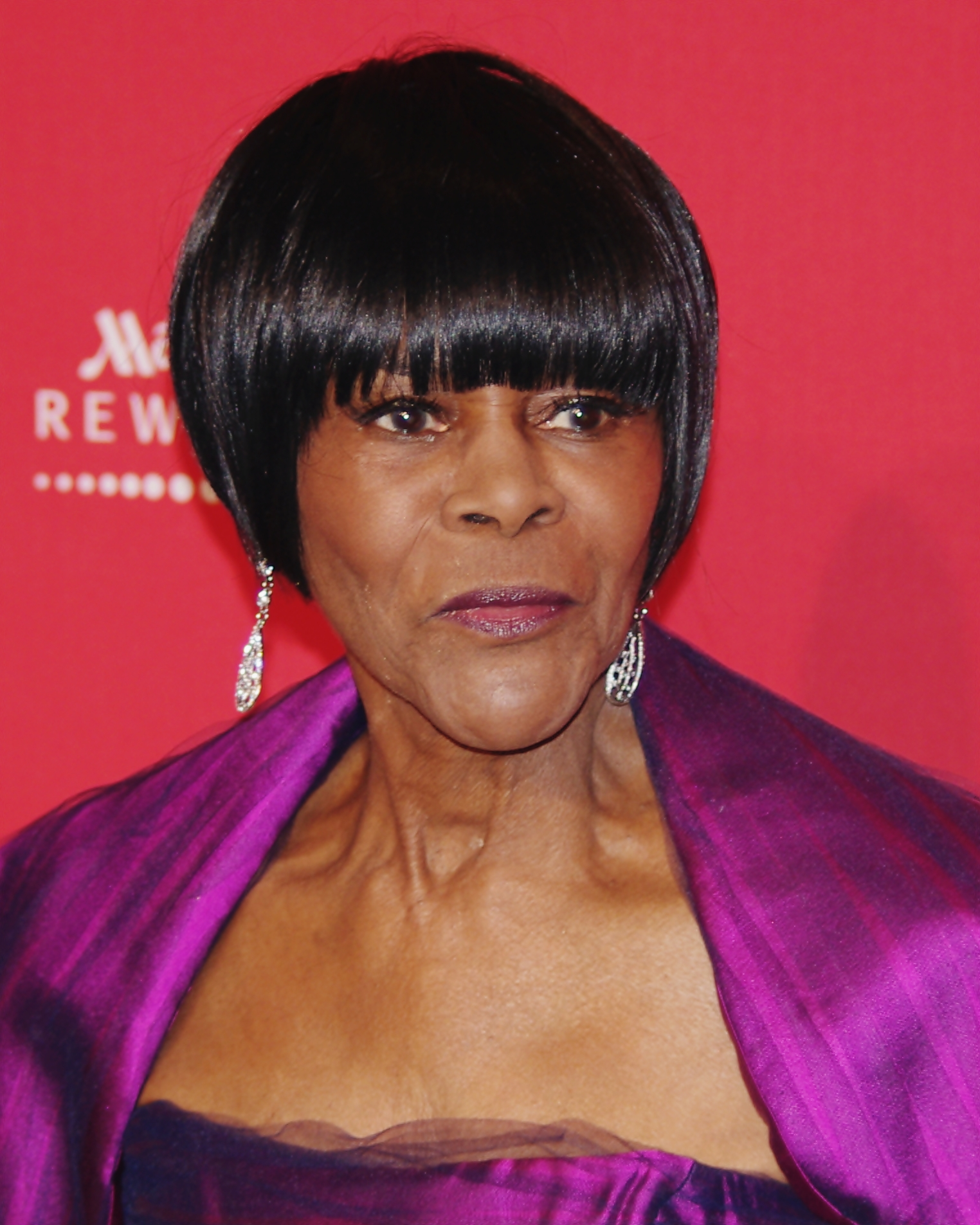
Cicely Tyson el 2012

- 1959: Un demà arriscat (Odds Against Tomorrow): cambrera del club de jazz
- 1959: The Last Angry Man: la noia de l'esquerra al porxo
- 1963: East Side/West Side (sèrie TV): Jane Foster
- 1966:  A Man Called Adam: Claudia Ferguson
- 1952: The Guiding Light (sèrie TV): Martha Frazier (1966)
- 1967: The Comedians: Casa Therese
- 1968: The Heart Is a Lonely Hunter: Portia
- 1971: Marriage: Year One (TV): Emma Teasley
- 1971: Neighbors (TV)
- 1972: Wednesday Night Out (TV)
- 1972: Sounder: Rebecca Morgan
- 1974: The Autobiography of Miss Jane Pittman (TV): Jane Pittman
- 1974: Free to Be... You & Me (TV): noia jove
- 1975: Wilma (TV): Blanca Rudolph
- 1976: The River Niger: Mattie Williams
- 1976: The Blue Bird: Tylette, la gata
- 1976: Just any Old Sweet Song (TV): Priscilla Simmons
- 1977: Roots (fulletó TV): Binta
- 1978: A Hero Ain't Nothin' But a Sandwich de Ralph Nelson
- 1978: King (fulletó TV): Coretta Scott King
- 1978: A Woman Called Moses (TV): Harriet Ross Tubman
- 1979: The Concorde - Airport ' 79: Elaine
- 1981: Bustin' Loose: Vivian Perry
- 1981: The Body Human: Becoming a Woman (TV)
- 1981: The Marva Collins Story (TV): Marva Collins
- 1982: Benny's Place (TV): Odessa
- 1985: Playing with Fire (TV): Carol Phillips
- 1986: Intimate Encounters (TV): Dra. Clara Dalton
- 1986: Acceptable Risks (TV): Janet Framm
- 1986: Samaritan: The Mitch Snyder Story (TV): Muriel
- 1989: The Women of Brewster Place (TV): Mrs. Browne
- 1990: The Kid Who Loved Christmas (TV): Etta
- 1990: Heat Wave (TV): Ruthana Richardson
- 1991: Clippers (TV): Donar
- 1991: Tomàquets verds fregits (Fried Green Tomatoes): Sipsey
- 1992: Duplicates (TV): Dra. Randolph
- 1992: When No One Would Listen (TV): Sarah
- 1993: House of Secrets (TV): Evangeline
- 1994: Oldest Living Confederate Widow Tells All (TV): Castralia / Maid
- 1994: Sweet Justícia (sèrie TV): Carrie Grace Battle (1994-1995)
- 1996: The Road to Galveston (TV): Jordan Roosevelt
- 1997: Bridge of Time (TV): guardiana
- 1997: Riot (TV): Maggie (segment "Homecoming Day")
- 1997: The Price of Heaven (TV): Vesta Battle
- 1997: Caps de la màfia (Hoodlum): Stephanie St. Clar
- 1997: Ms. Scrooge (TV): Ms. Ebenita Scrooge
- 1998: Always Outnumbered (TV): Luvia
- 1998: Mama @Flora's Family (TV): Mama @Flora
- 1999: A Lesson Before Dying (TV): tia Lou
- 1999: Aftershock: Earthquake in New York (TV): Emily Lincoln
- 2001: Jewel (TV): Cathedral
- 2002: The Rosa Parks Story (TV): Leona
- 2005: El meu millor amic (Because of Winn-Dixie): Gloria
- 2005: Diary of a Mad Black Woman: Myrtle
- 2006: Madea's Family Reunion: Myrtle
- 2006: Idlewild: mare Hopkins
- 2007: En algun racó de la memòria (Reign over Me) de Mike Binder: Miriam
- 2009: Relative Stranger (TV): Pearl
- 2011: The Help de Tate Taylor: Constantine Jefferson
- 2012: Alex Cross de Rob Cohen: Nana Mama
- 2013: The Haunting in Georgia de Tom Elkins
- 2015: How to Get Away with Murder (TV): Ophelia Harkness

## Premis i nominacions

### Premis
- 1974: Primetime Emmy a la millor actriu en sèrie dramàtica per The Autobiography of Miss Jane Pittman
- 1994: Primetime Emmy a la millor actriu secundària en minisèrie o especial per Oldest Living Confederate Widow Tells All
- 2013: Tony a la millor actriu en una obra per The Trip to Bountiful[4]

### Nominacions
- 1972: Oscar a la millor actriu per Sounder
- 1972: Globus d'Or a la millor actriu dramàtica per Sounder
- 1974: BAFTA a la millor actriu per The Autobiography of Miss Jane Pittman
- 1977: Primetime Emmy a la millor actriu secundària en sèrie dramàtica o còmica per Roots
- 1978: Primetime Emmy a la millor actriu en minisèrie per King
- 1982: Primetime Emmy a la millor actriu en minisèrie o especial per The Marva Collins Story
- 1995: Primetime Emmy a la millor actriu en sèrie dramàtica per Sweet Justice
- 1999: Primetime Emmy a la millor actriu secundària en minisèrie o telefilm per A Lesson Before Dying
- 2009: Primetime Emmy a la millor actriu secundària en minisèrie o telefilm per Relative Stranger
- 2014: Primetime Emmy al millor telefilm per The Trip to Bountiful
- 2014: Primetime Emmy a la millor actriu en minisèrie o telefilm per The Trip to Bountiful
- 2015: Primetime Emmy a la millor actriu convidada en sèrie dramàtica per How to Get Away with Murder